# エム・トレス
株式会社エム・トレス（英文社名:M-TRES.Co., Ltd.）は、東京都世田谷区に拠点を置き、コンサート・コンサートグッズ等の制作・販売、タレント及び音楽家の出演斡旋並びに育成及びマネージメント業務、著作権等の保有・管理を行っている芸能事務所。
小室哲哉、宇都宮隆、木根尚登と同じ三多摩地区の音楽仲間であり、かつてTM NETWORKのマネージャーを務めていた石坂健一郎と立岡正樹が、1994年5月18日～19日に東京ドームで開催された「TMN 4001 DAYS LAST GROOVE」開催のプロジェクトマネジメントを行なったことがきっかけとなり、小室から会社設立を提案されたことを受け、設立された。
宇都宮隆が所属し、宇都宮のマネジメントも行っている。一時期、マーク・パンサーも所属していた。

## アーティスト

### 所属
- 宇都宮隆

### 協力
※コンサート等の制作協力として関わったアーティスト
- TM NETWORK
- 安室奈美恵
- globe
- 坂本龍一
- 宇多田ヒカル
- 霜月はるか
- 及川光博